# Economia do Maranhão

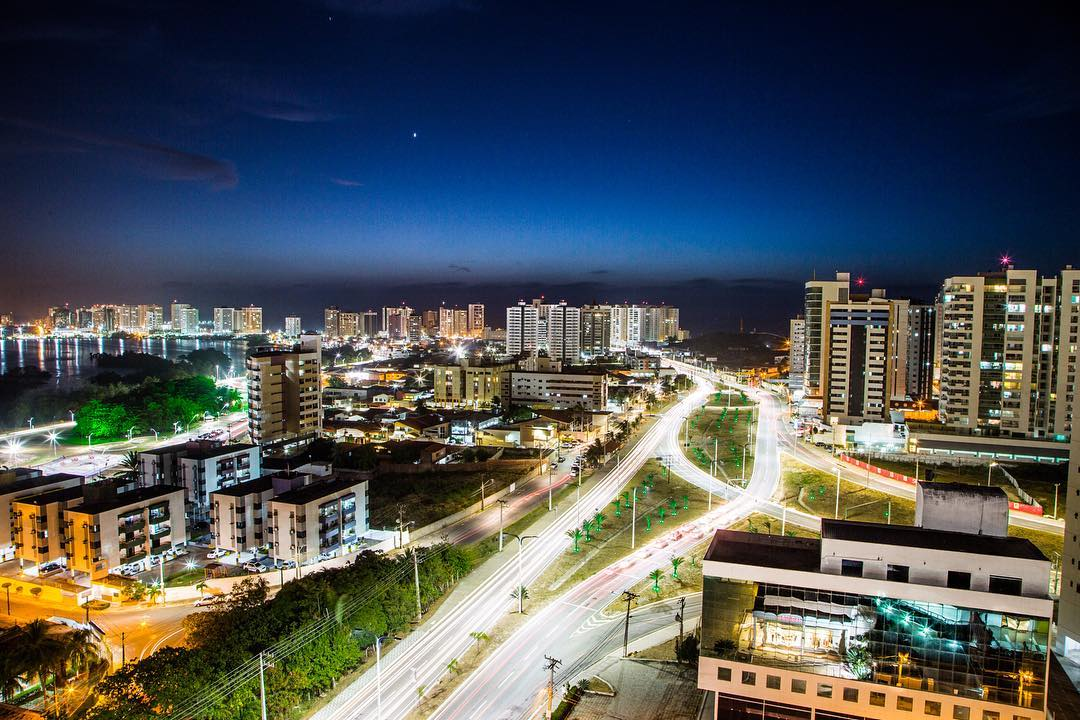
São Luís, centro financeiro do estado

No ano de 2021, o PIB maranhense foi de R$ 124,981 bilhões, 4.º maior do Nordeste e 17.º maior do Brasil.
Quanto ao perfil setorial da economia maranhense em 2021, destaca-se, primeiramente o setor de serviços, com 67,7% de representatividade. Neste setor, as atividades mais relevantes são Administração Pública e Comércio, cujos pesos foram, respectivamente, 38,1% e 19,2%.
Por sua vez, o setor da Agropecuária apresenta o menor peso no VAB (valor adicionado bruto) total, que foi de 12,6% em 2021. Destacam-se neste setor, as atividades de lavoura temporária (soja, milho e algodão), cujo peso foi de 65,1%, a pecuária (26,4%) e a pesca e aquicultura (5,4%).
A Indústria, por sua vez, representou 19,7% no VAB total em 2021, com destaque para a atividade a indústria de transformação com 34,2%; serviços industriais de utilidade pública (SIUP) com 28,7%; indústria da construção com 20,9%; e extrativismo mineral com 16,2%.
As cidades de maior peso no PIB, no ano de 2019, foram: São Luís (32,9%), Imperatriz (7,7%), Balsas (3,59%), Açailândia, São José de Ribamar, Timon, Santo Antônio dos Lopes, Caxias, Bacabal e Santa Inês.
As dez cidades com maior PIB no Maranhão concentraram mais da metade das riquezas do estado (58,1%) em 2018, revelando forte concentração de renda e desigualdade regional e de indicadores sociais. Os municípios com maior PIB per capita são: Tasso Fragoso, Santo Antônio dos Lopes, Balsas, Godofredo Viana e Davinópolis.
Em 2021, o rendimento domiciliar per capita do maranhense era de R$ 814,00, e o PIB per capita era de R$ 17.471,85, os menores índices entre os estados brasileiros.
O Maranhão tinha o maior percentual de pessoas em situação de pobreza no país, em 2022. De acordo com o Instituto Brasileiro de Geografia e Estatística (IBGE), 13,2% da população do Maranhão vivia em situação de extrema pobreza pela ótica estritamente monetária (linha de US$ 1,90). Pela linha de US$ 5,50, o Maranhão tinha, em 2022, 47,9% da sua população vivendo em situação de pobreza. Um estudo de 2022 sobre o Índice de Pobreza Multidimensional (IPM) indicou pontos críticos para ações de combate à pobreza no Maranhão: infraestrutura básica de acesso à água potável, saneamento e tratamento adequado do lixo domiciliar, condições de trabalho e níveis de escolaridade da população adulta.
O Maranhão é membro dos Consórcios da Amazônia Legal, do Nordeste e do Brasil Central.

## Setor primário
A agricultura maranhense apresenta disparidades entre as regiões do estado, sendo a agricultura do sul maranhense mais mecanizada e com maior produtividade. Conforme dados da CONAB, o Maranhão é o segundo maior produtor agrícola do Nordeste.
O setor agrícola maranhense se destaca na produção de arroz (5.º maior estado produtor de arroz do país e o 1.º do Nordeste.), cana-de-açúcar, mandioca (2.ª posição no Nordeste de área plantada), milho, soja (2.º maior produtor da região Nordeste), algodão (2.º maior produtor do Nordeste) e eucalipto.

### Agricultura no sul do Maranhão
Desde 1992, quando começou a funcionar o Corredor de Exportação Norte, toda a produção agrícola do sul do Maranhão passou a escoar para o Porto do Itaqui, em São Luís, por um longo trecho de estrada de ferro operado pela Vale S.A.. O cultivo nessa área é realizado em fazendas altamente mecanizadas, com melhores índices de produtividade agrícola por hectare. Tem ainda como benefício a menor distância em relação ao mercado europeu.

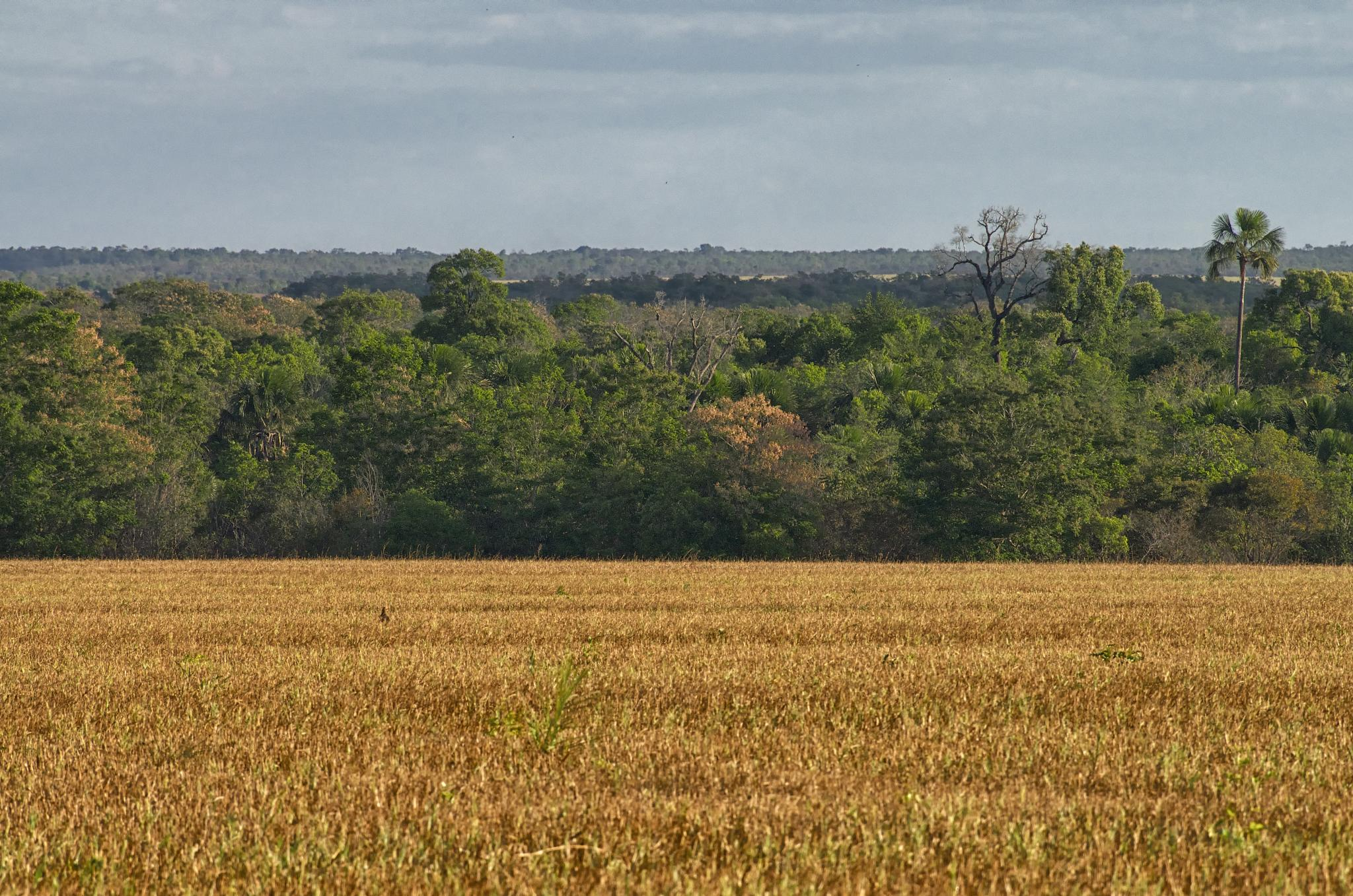
Plantação de soja em Balsas

Posteriormente, a Ferrovia Norte-Sul integrou a cidade de Anapólis, em Goiás, atravessando o estado do Tocantins e se conectando à ferrovia Carajás, na cidade de Açailândia, ampliando a capacidade de exportação, pelos portos de São Luís, da produção agrícola do Centro-Oeste. Com a construção do Terminal de Grãos do Maranhão (TEGRAM) no porto de Itaqui, ampliou-se a capacidade de armazenamento e exportação de grãos como soja, milho e arroz, utilizando-se da infraestrutura da Ferrovia Carajás e da Ferrovia Norte Sul para escoamento da produção do sul do estado, bem como dos estados de Tocantins, Goiás e Mato Grosso. No ano de 2020, o porto movimentou em torno de 12,1 milhões de toneladas de grãos (soja, milho e farelo).
Os municípios que apresentam maior proporção no setor primário (2019) são: Tasso Fragoso (1.º), Balsas (2.º), São Raimundo das Mangabeiras (3.º), Açailândia (4.º), Alto Parnaíba (5.º), Riachão (6.º), Santa Luzia (7.º), Sambaíba (8.º), Carolina (9.º) e Grajaú (10.º).
O sul do estado é um importante polo de produção de grãos do país. A região a cada ano alcança novos recordes de produtividade. O principal produto agrícola é a soja, que chegou a 2,8 milhões de toneladas na safra de 2019.
Tal produção coloca o Maranhão como o segundo maior produtor da região, atrás da Bahia. A região sul do Estado concentra a produção de soja, com destaque aos municípios de Balsas e Tasso Fragoso,  que, em 2019, produziram em torno de 600.000 toneladas. Outros municípios que se destacam na produção de soja são: Sambaíba, Riachão, Alto Paraíba e Carolina.
Outro produto de destaque é o milho (36,5% da produção total do estado em 2019). Os municípios que que mais produziram, em 2019, foram Balsas (450 mil/t), Tasso Fragoso (300 mil/t) e São Raimundo das Mangabeiras (150 mil/t).
No ano de 2017, o setor agropecuário apresentou um crescimento de 9,7%, maior resultado do país. A expansão da agropecuária e a supersafra colhida contribuíram para o resultado.

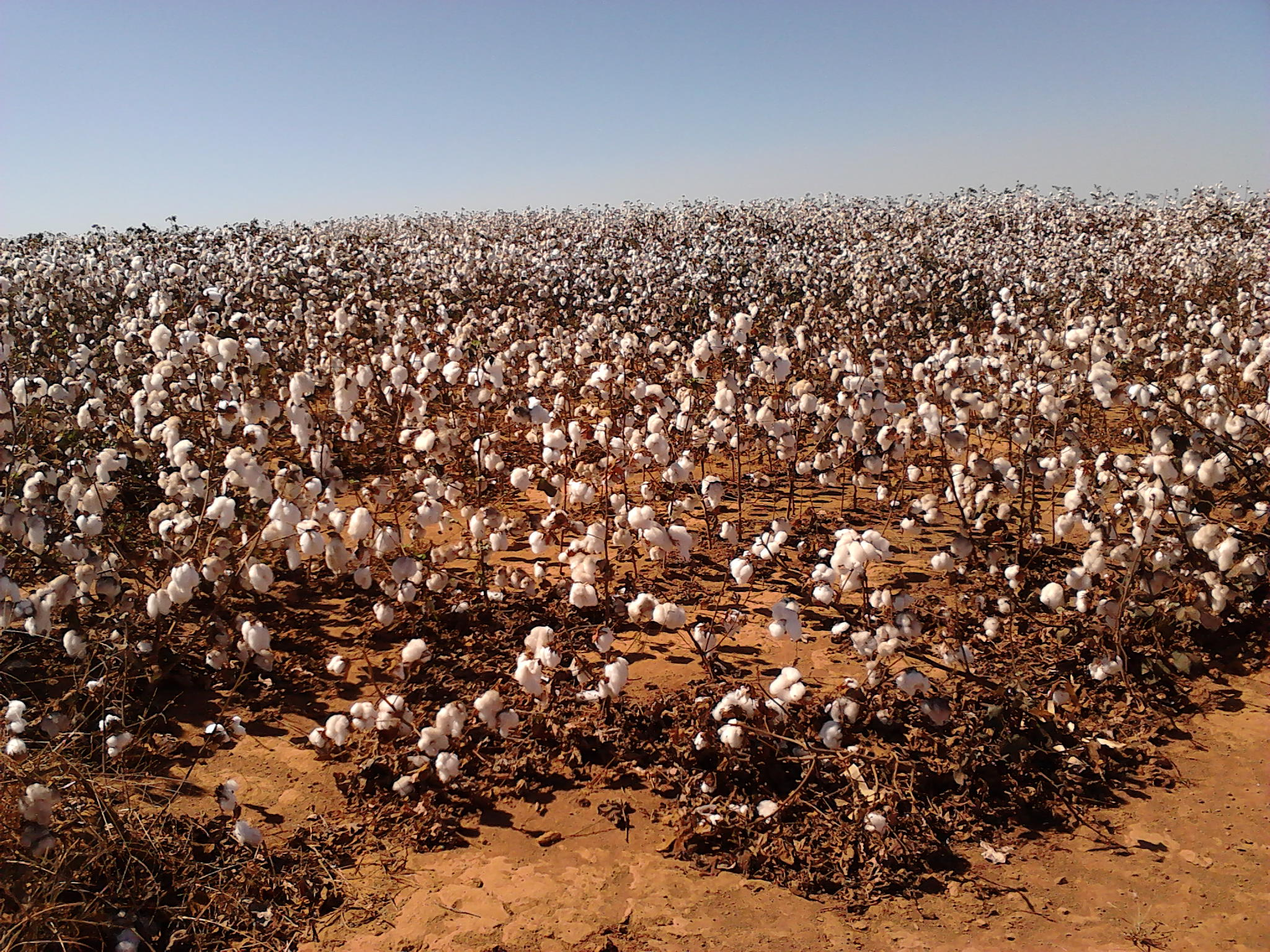
Plantação de algodão em Balsas

Além da soja, também são produzidos em larga escala na região sul: feijão, milho, algodão e arroz.

### Agricultura de subsistência
Em outras regiões do estado, ainda se verifica uma agricultura de baixa produtividade, voltada para a subsistência familiar, onde são produzidos principalmente: milho, feijão, mandioca, arroz, legumes, dentre outros.
Nesse sentido, é possível verificar as seguintes características: emprego de técnicas, recursos e instrumentos rudimentares (rotação de terra, energia humana e animal, enxada, foice, facão, machado, sacho, etc.), policultura de subsistência (para manutenção da família), baixa produtividade e dependência da natureza (clima, solo, rios).

### A Pecuária
O Maranhão possui o segundo maior rebanho bovino do Nordeste e o 12.º maior do país, com mais de 8 milhões de reses (2019). A maior concentração de rebanhos fica na região oeste e na região centro-sul do estado. Em 2016, o Maranhão teve o melhor resultado do Nordeste na vacinação contra a febre aftosa e é considerado Zona com Status de Livre de Febre Aftosa com vacinação.
No âmbito nacional, em 2019, o melhor colocado é o município de Açailândia, em 98.º lugar, com um rebanho de 336.631 mil cabeças, e o maior do Nordeste. Além de Açailândia, destacam-se ainda os municípios de Amarante do Maranhão, com 274.460 mil cabeças; Santa Luzia, com 244.789 mil;  Grajaú, com 193.648; Bom Jardim, com 156,258 mil cabeças; Arame, com 149.348 cabeças; e Sítio Novo, com 144.845 cabeças .

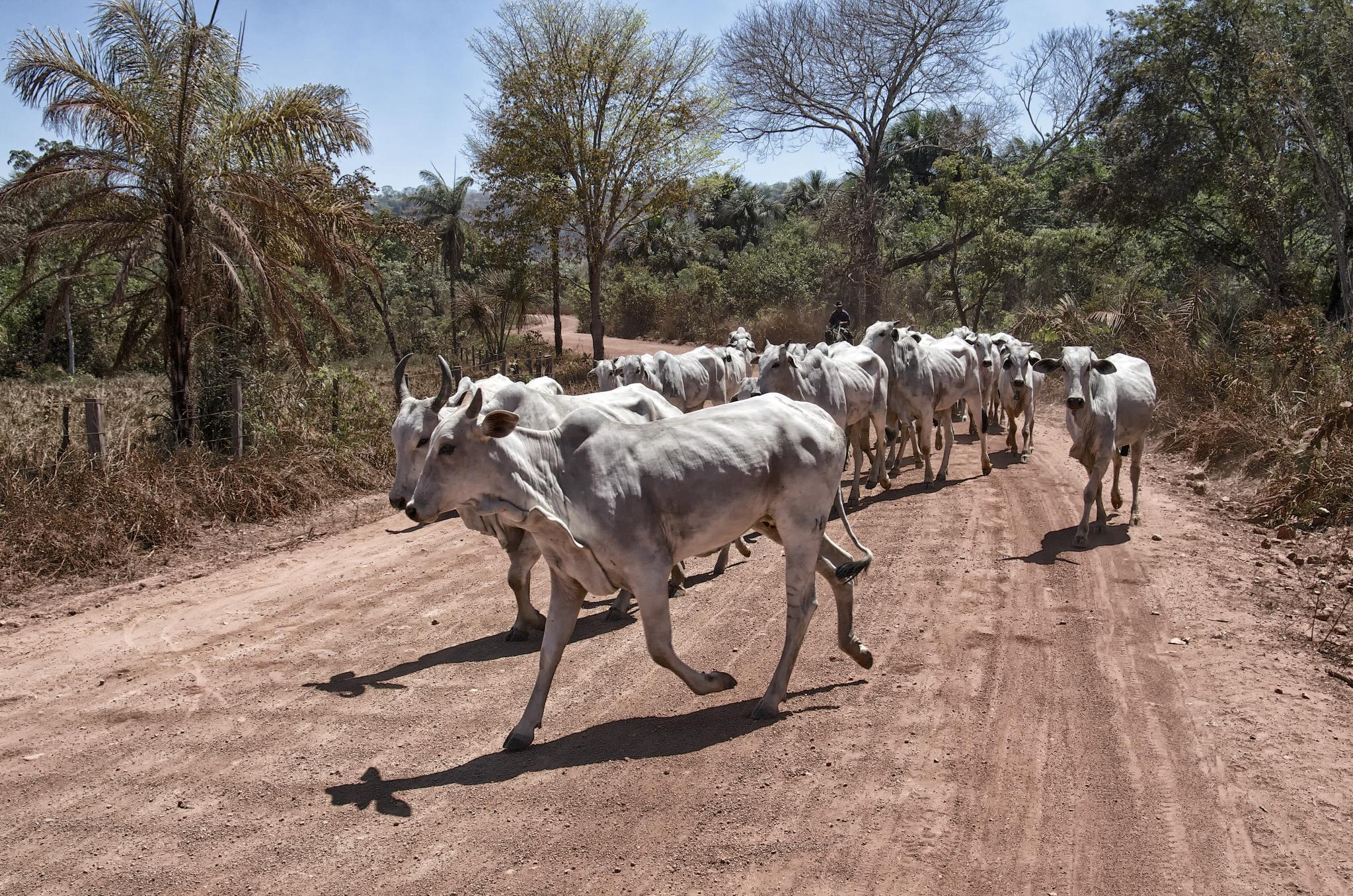
Rebanho bovino em Balsas

#### Os principais rebanhos
- Bovinos: Criado em todo espaço maranhense, este rebanho desempenhou importante papel no povoamento do interior do Estado. Hoje é o rebanho mais importante economicamente, sendo criado por toda a população rural, desde o pequeno produtor, onde o gado é criado solto, até as grandes fazendas do centro-oeste, onde há maiores cuidados e o gado é destinado a produção de carne e leite. Na produção de leite, destacam-se os municípios de Açailândia, Amarante do Maranhão, Porto Franco, Estreito e Cidelândia (2019).[25][26]
- Suíno: Também criado pelo pequeno e grande pecuarista, sendo o segundo principal rebanho do Estado, onde nos arredores das maiores cidades vem passando por um aprimoramento, aumentando a produtividade. Destaque para as cidades de Vargem Grande,  Pirapemas, Anajatuba, Balsas e Tutoia (2019).[27] Criação de búfalos na Baixada Maranhense

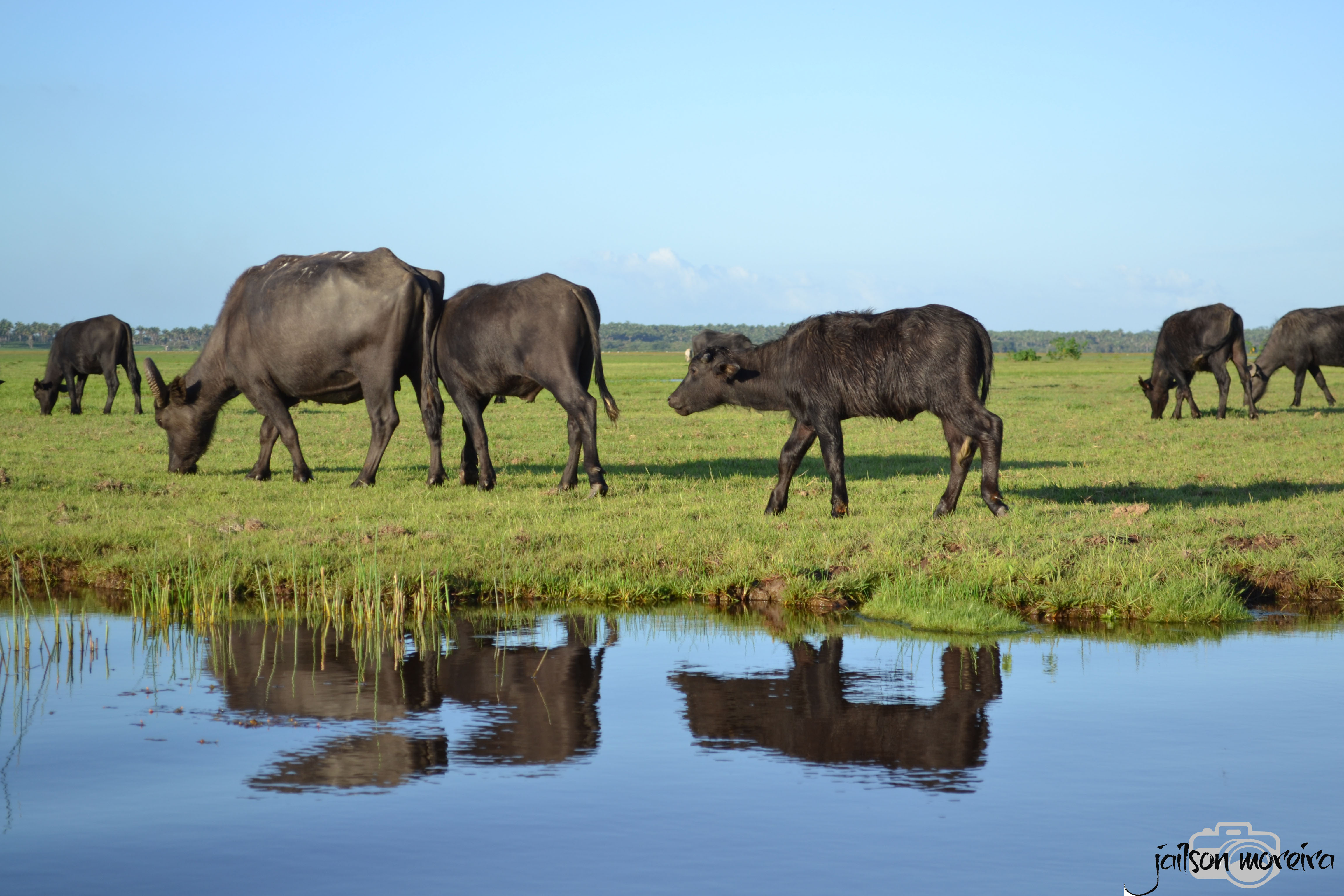
Criação de búfalos na Baixada Maranhense

- Caprino e Ovino: Rebanhos sem grande expressão na pecuária maranhense, voltados para o consumo familiar. A principal área de criação é o centro-leste do Estado. Destaque para as cidades de Vargem Grande, Barão de Grajaú, São Francisco do Maranhão, Chapadinha e São Bernardo (caprinos, 2019) e Amarante do Maranhão, Açailândia, Paulino Neves, Senador La Rocque e Barão de Grajaú (ovinos, 2019).[25]
- Bubalino: Rebanho criado nos campos alagados da Baixada Maranhense, fazendo do Maranhão o quarto maior criador nacional. Destaque para as cidades de Viana, São João Batista, Cajari, Pinheiro e Arari (2019).[25][26]
- Aves: Em especial a galinha, destaque para as cidades de Balsas. Rosário, Barra do Corda, Riachão e Caxias (2019).[26]
- Equinos: De grande importância no transporte para o pequeno trabalhador rural, auxilia a criação dos outros rebanhos. Destaque para as cidades de Açailândia, Amarante do Maranhão, Senador La Rocque, Grajaú e Formosa da Serra Negra (2019).[26]
- Apicultura: em especial na região da Amazônia maranhense, com destaque para Santa Luzia do Paruá (7.º maior produtor nacional), Maracaçumé e Maranhãozinho.[26]

### Atividades Extrativistas

#### Pesca

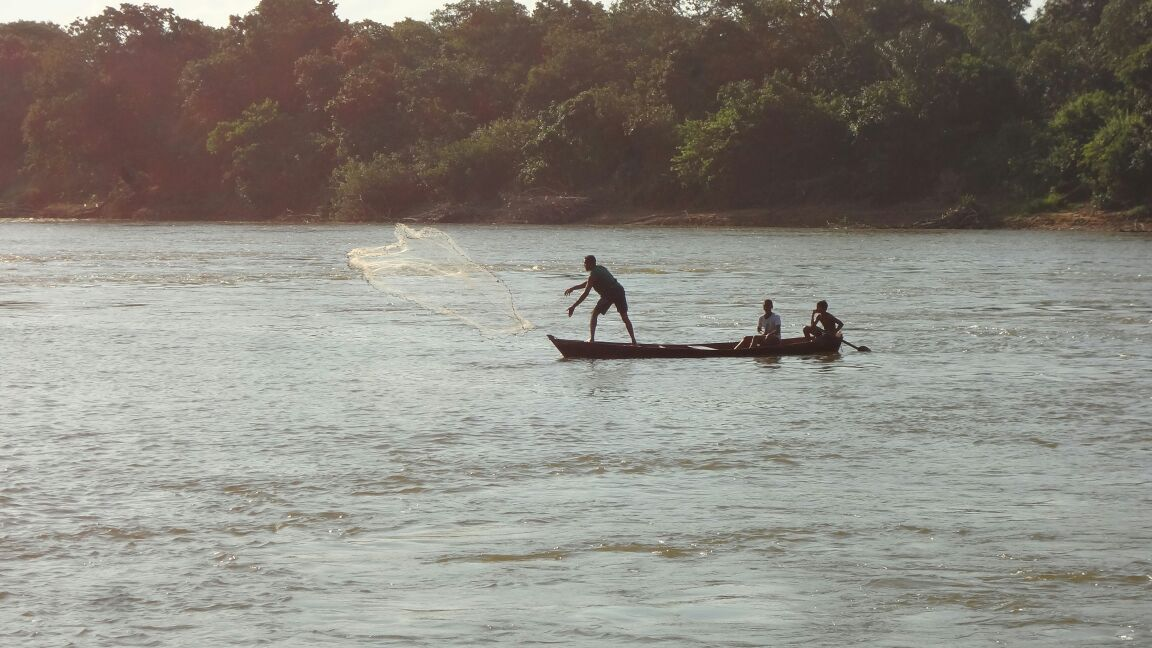
Pescadores no rio Tocantins

O litoral maranhense é bastante favorável à pesca, em razão de: a extensão (segundo maior do Brasil), a grande plataforma continental, estuários fluviais, marés e correntes marinhas. A pesca é praticada, seja junto a costa, com as geleiras e o barco a remo, com destaque para as espécies: pescada, uritinga, serra, corvina e tainha; ou em alto mar com pargueiros, destacando-se cavala, pargo, cioba e xaréu, capturados principalmente nas proximidades de bancos de recifes.

Apesar do potencial natural, a pesca no Maranhão ainda é praticada de forma primitiva, com o uso de instrumentos artesanais. O Maranhão é quinto estado que mais consome peixe no Brasil.

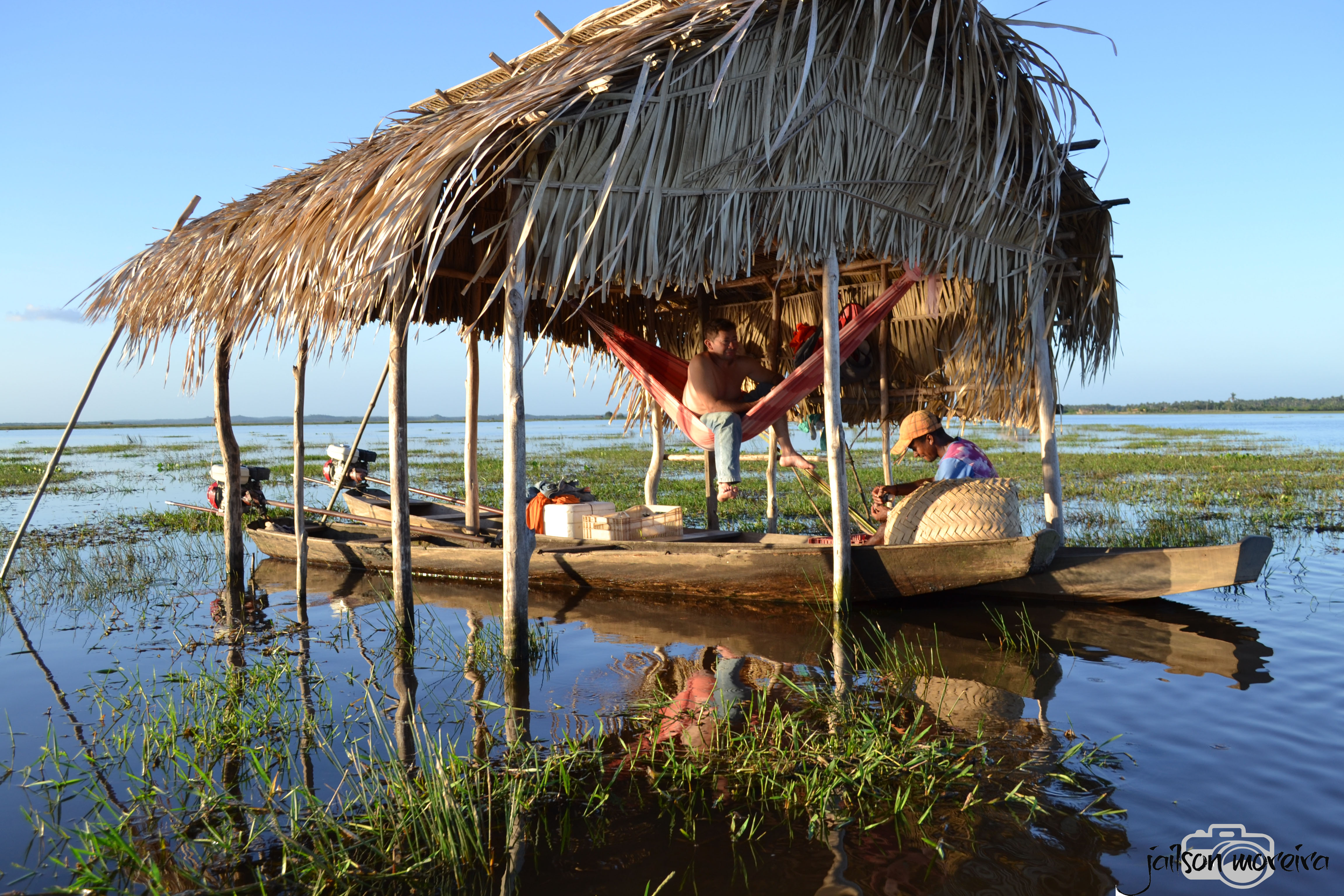
Pescadores na Baixada Maranhense

Também se verifica a pesca fluvial (como nos rios Pindaré, Mearim, Itapecuru, Grajaú, Munim, Tocantins, etc.), como forma de complemento de renda da população ribeirinha, com o uso de malhadeira, zangaria, tapagem, curral, rede de arrasto, espinhal, tarrafos, puçás, etc. Algumas das espécies capturadas são: branquinha, curimatá, piau, surubim, pescada, mandi, cascudo, traira, mandubi, etc.
A pesca nos lagos é de grande importância para a economia da Baixada Maranhense, com desta para a região do Lago-Açu, nos municípios de Vitória do Mearim, Pio XII e Conceição do Lago-Açu.
Com relação à aquicultura, o Maranhão ocupava o 6.º lugar no ranking nacional, sendo a produção de aproximadamente 45 mil toneladas, no ano de 2019. No cultivo de peixes nativos, ocupou o 3° lugar no ranking (38,5 mil toneladas). Os principais municípios produtores são Matinha, Arari, Vitória do Mearim, Pindaré-Mirim, Igarapé do Meio e Santa Rita e as principais espécies cultivadas são tambaqui, tambatinga, curimatã, piau e pacu (todos peixes nativos), além da tilápia.
Tem destaque também a aquicultura do camarão (Bacabeira, Primeira Cruz, Água Doce do Maranhão, Humberto de Campos e Turiaçu como seus principais produtores); a captura do caranguejo (nos manguezais, com destaque para a ilha de Upaon-Açu e Araioses); pescada-amarela (Cururupu, Cedral, Guimarães, São Luís, Raposa, Primeira Cruz e Tutóia) e moluscos (sururu, ostras, sarnambi, dentre outros, nas Baías de Sarnambi, Tubarão, Caçambeira, Lençóis, São José, Tutoia e estuários do rio Cururuca, e Estreito dos Mosquitos e dos Coqueiros).

#### Extrativismo Mineral
Entre os principais produtos, pode-se destacar:
- Gás natural: produção na bacia do Parnaíba, com capacidade de produção de até 8,4 milhões m³ por dia, utilizado em termelétricas.[33] O Maranhão é o 6.º maior produtor do país.[34]
- Petróleoː produção na bacia de Barreirinhas, no campo terrestre de São João (Primeira Cruz), operado pela Oeste de Canoas e Petro-Victory.[35]
- Calcário: Bastante difundido pelo sudoeste, avançando de oeste para leste até Presidente Dutra, partindo para o nordeste, destacando-se Barra do Corda Codó, Caxias e Coroatá. É matéria-prima para a fabricação de cimento, fertilizantes e utilizados na correção de solos. Também presente em Balsas, Riachão, São Francisco do Maranhão, Alto Parnaíba, Carolina, Pastos Bons, São João dos Patos, Nova Iorque, Benedito Leite, Passagem Franca, Colinas, Primeira Cruz, Humberto de Campos, Alcântara, Mirinzal e Turiaçu.[36]
- Também se verifica: Gipsita (2.º estado com maior número de minas, nas regiões de Grajaú e Codó[36]); Brita (Bacabeira e Rosário[36]); Areia (São Luís e Imperatriz[36]); Ouro (Bacia do Gurupi[36]); Água Mineral (São José de Ribamar, São Luís, Caxias e Imperatriz); Granito (no afloramento Pré-Cambriano nos municípios de Rosário, Morros e Axixá); Mármore (Fortaleza dos Nogueiras e Caxias); Argila (Itapecuru, Rosário, Imperatriz, Timon e Caxias[36]); Sal Marinho (potencial em Tutoia, Humberto de Campos, Araioses e Primeira Cruz).

#### Extrativismo Vegetal.

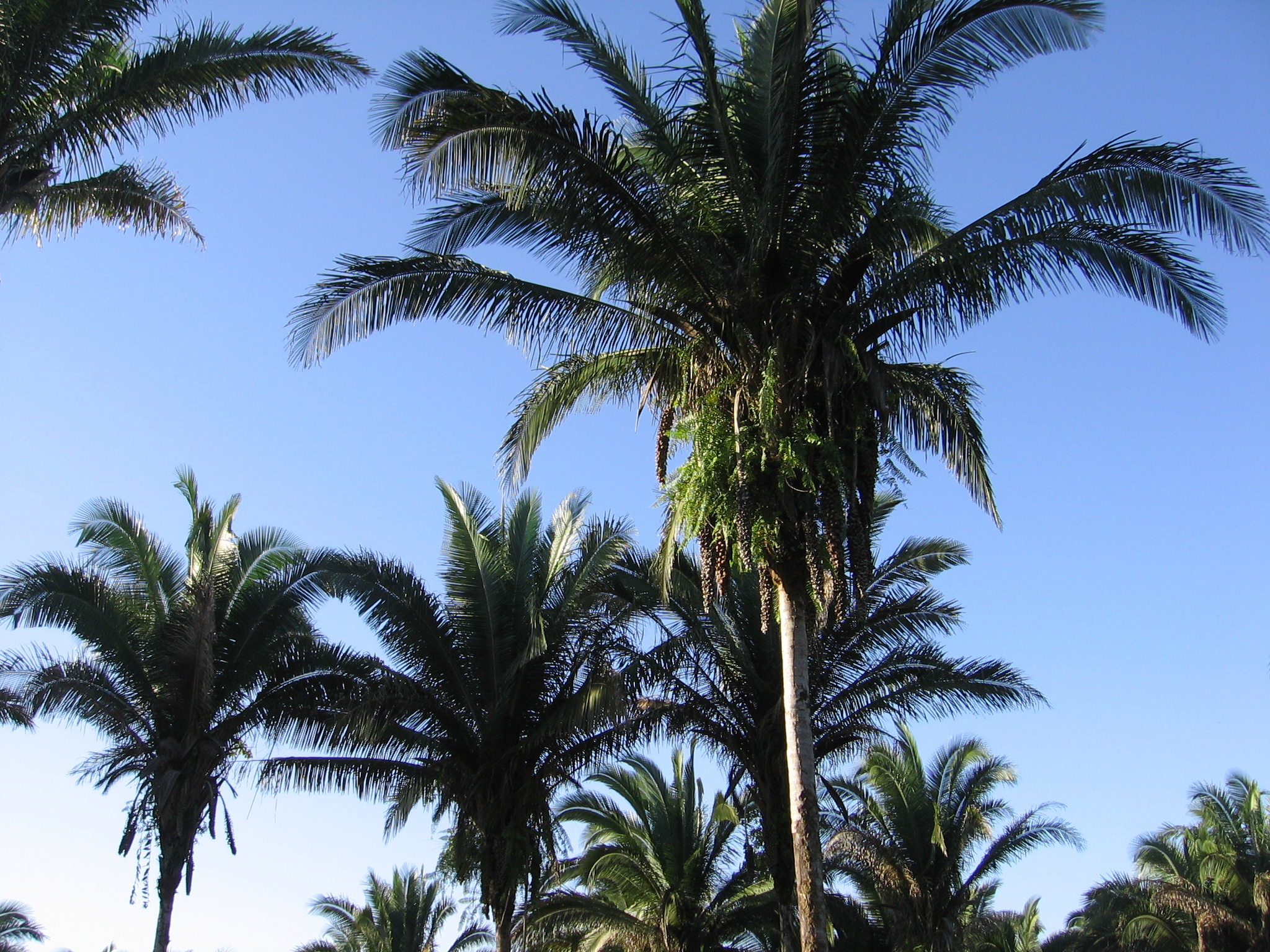
Babaçu

Beneficiado pelas condições naturais e a grande variedades de paisagens. O extrativismo maranhense se destaca no cenário nacional pela quantidade e variedades de produtos. Entre os produtos podemos destacar:
- Babaçu: maior produtor nacional, ainda explorado com técnicas rudimentares por comunidades tradicionais, que aproveita praticamente toda a planta, e com forte potencial energético. Os maiores focos dos babaçuais encontram-se nos vales dos principais rios maranhenses. Os principais polos produtores são: Vargem Grande, Pedreiras, Poção de Pedras, Bacabal e Paulo Ramos.[37]
- Jaborandi ou arruda: maior produtor nacional, característico da Amazônia Oriental. Desta planta extrai-se uma substância denominada policarpina, longamente utilizada na indústria farmacêutica. A maior extração desse produto ocorre em Nina Rodrigues, Presidente Vargas, Cachoeira Grande e Santa Quitéria do Maranhão.[38]
- Madeira em tora: A Amazônia Oriental penetra no oeste maranhense, apresentado-se menos densa, associada ao processo de ocupação e a implantação de siderúrgicas na região, acelerando o processo de extração de madeira em tora. Destaque para os municípios de Centro Novo do Maranhão, Mirador, Grajaú e São Bernardo.[38] Entre as espécies destacam-se o pau-d’arco ou Ipê, Jatobá, Maçaranduba, Mogno, Angelim e outras

| Outros produtos de extração vegetal |                                                            |                 |
| Produto                             | Extração no Maranhão                                       | Prod. Nacionais |
| Carvão Vegetal                      | Açailândia, Bom Jardim, Grajaú, Bom Jesus das Selvas       | MG, GO, MS e MA |
| Lenha                               | Cidelândia, Barão de Grajaú                                | BA, CE, MG e MA |
| Cera de Carnaúba                    | Araioses, Magalhães de Almeida                             | PI, CE, RN e MA |
| Fibra de Carnaúba                   | Pinheiro, Codó, Coroatá                                    | CE, MA e PI     |
| Fibra de Buriti                     | Barreirinhas, Tutóia, Araioses                             | PA, MA e BA     |
| Tucum                               | Magalhães de Almeida, Santa Quitéria, São Bernardo         | PI, MA e BA     |
| Açai                                | Nova Olinda do Maranhão, Luís Domingues, Amapá do Maranhão | PA, AM e MA     |
| Eucalipto                           | Açailândia, Grajaú, Itinga do Maranhão, Barra do Corda     | BA, PE, CE e RN |
| Pequi                               | Município de Timon                                         | GO, MG, BA e PI |

## Setor secundário (complexo portuário e industrial)

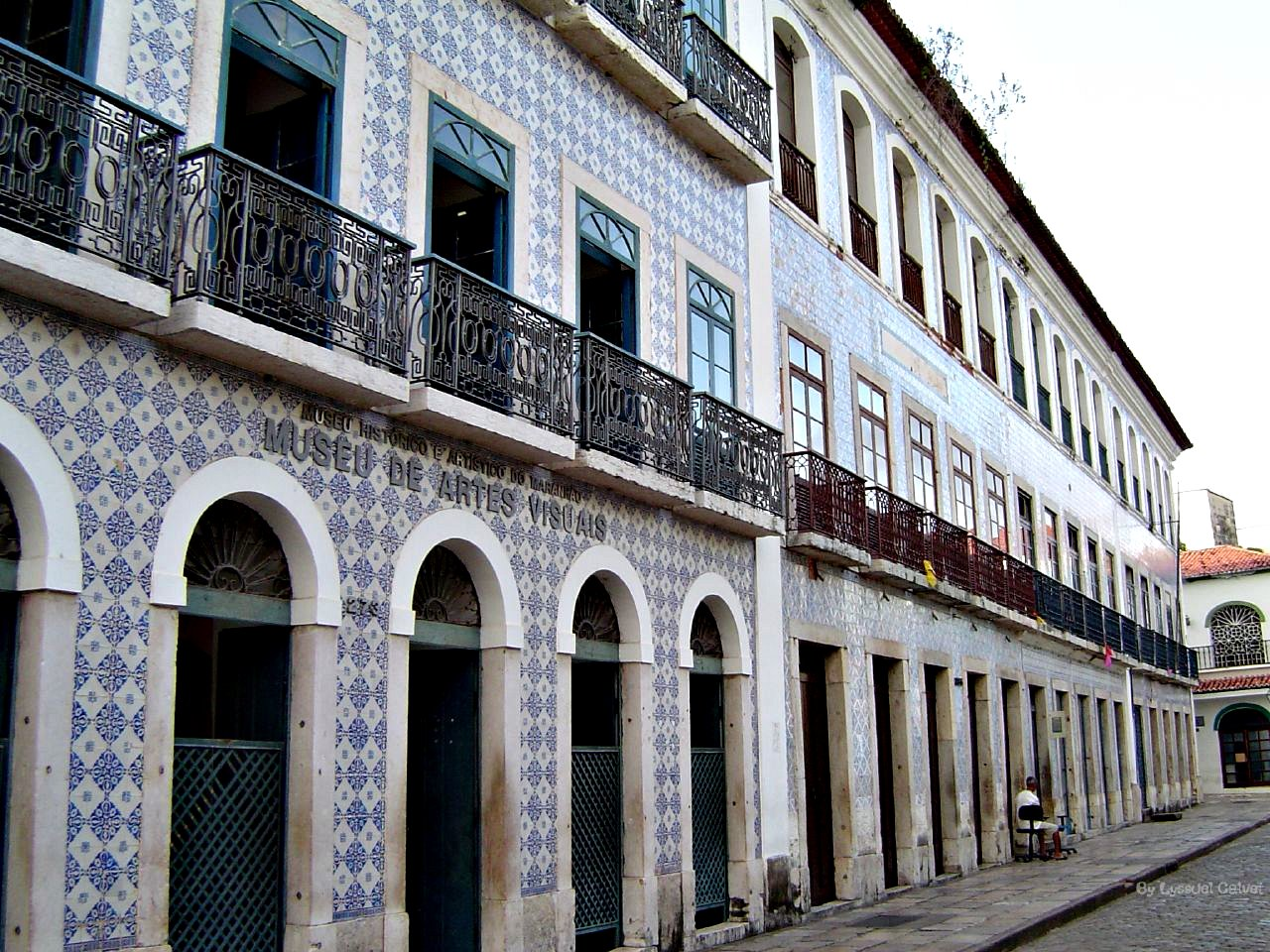
O Centro Histórico de São Luís foi construído durante a expansão econômica do algodão.

A estrutura econômica do Maranhão até o século XIX esteve sustentada na produção de algodão e cana-de-açúcar. Ao longo do século XVIII, com influência da Companhia Geral de Comércio do Grão-Pará e Maranhão, ocorre forte expansão econômica do estado, diante da retração da produção algodoeira americana, em razão da guerra de independência dos Estados Unidos. Entretanto, com a recuperação econômica americana e o fim da escravidão no Brasil, o setor entrou em forte crise no estado, abalando gravemente a sua economia.
Aproveitando da produção algodoeira, tentou-se instalar a indústria têxtil no estado no fim do século XIX e início do século XX, que, no entanto, foi superada tecnologicamente por outros estados. Com a decadência têxtil nos meados do século, a industrialização maranhense passa para a de gêneros alimentícios, utilizando como matéria-prima os produtos de extração vegetal e principalmente os produtos oriundos da agropecuária.
O rompimento do isolamento econômico do estado foi iniciado com o desenvolvimento da infraestrutura nas décadas de 1960 a 1980, com a construção do Porto do Itaqui e da Hidrelétrica de Boa Esperança e de Tucuruí, construção da Ferrovia Carajás, do terminal da Vale S.A. e do complexo de produção de alumina e alumínio do Consórcio ALUMAR.

### Geração de Energia

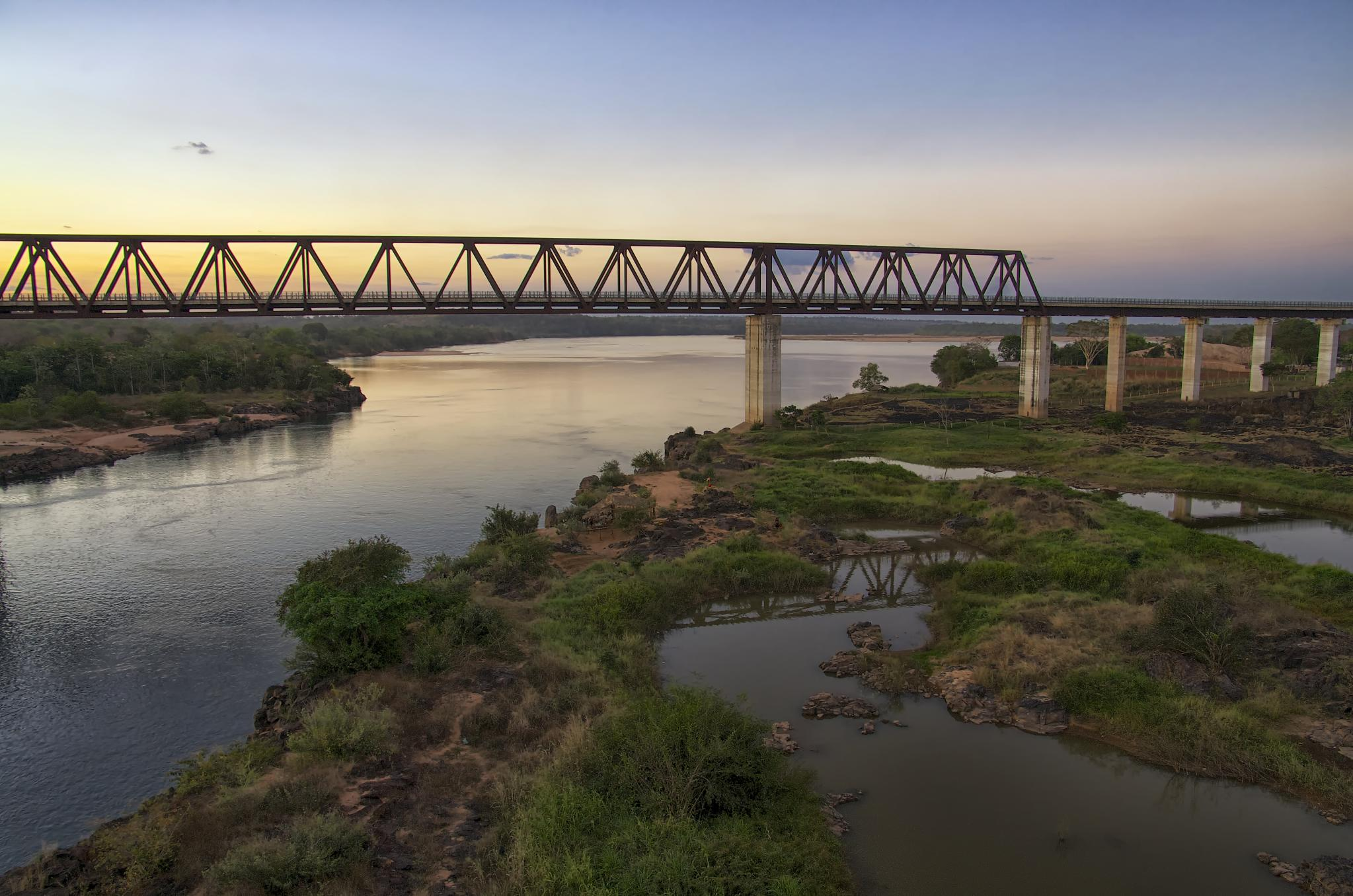
Usina Hidrelétrica de Estreito e Ferrovia Norte-Sul

A energia elétrica no Maranhão é distribuída pela Companhia Energética do Maranhão. Inicialmente, era recebida dos sistemas operacionais: Companhia Hidrelétrica de São Francisco, através da Hidrelétrica de Boa Esperança (PI) no Rio Parnaíba; e Centrais Elétricas do Norte do Brasil S/A, através da Hidrelétrica de Tucuruí (PA) no rio Tocantins, fornecedora da energia para o Projeto Grande Carajás, inclusive a cidade de São Luís.
Entretanto, buscou-se diversificar a matriz energética maranhense e o estado também conta com usinas próprias: 5 usinas com capacidade total de 1.428 MW, utilizando gás natural; 2 usinas com capacidade de 330 MW, utilizando óleo combustível; 1 usina com capacidade de 360 MW, utilizando carvão mineral; 1 usina com capacidade de 354 MW, utilizando biomassa, e uma usina hidráulica com capacidade de 1.092 MW. Atualmente, o estado produz mais energia do que consome.
A Usina Hidrelétrica de Estreito é capaz de gerar até 1.092 MW de potência, suficiente para atender a demanda de uma cidade com 4 milhões de habitantes, embora a energia média gerada seja de 641,1 MW. Localizada no rio Tocantins, em Estreito. Há ainda potencial hidrelétrico no rio Tocantins e na bacia do rio Parnaíba.

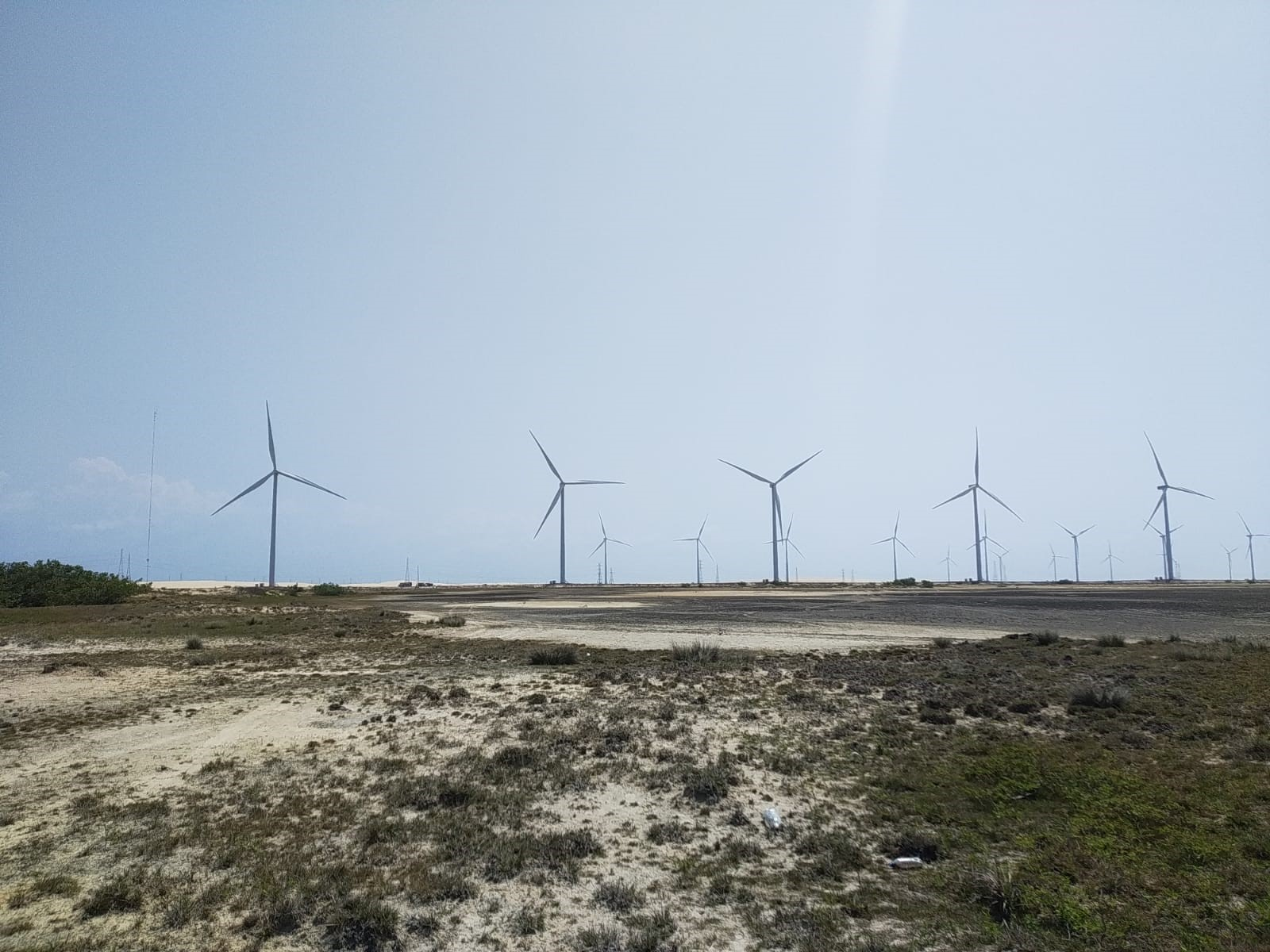
Parque Eólico em Paulino Neves.

O Complexo Eólico Delta 3 é o maior complexo dessa modalidade energética no estado. O complexo possui uma capacidade conjunta de produção de 221 megawatts,e responde por 13% da energia gerada no estado. Localizada em Barreirinhas e Paulino Neves. Também há os Complexos Eólicos Delta 5 (54 MW) , 6 (54 MW) 7 (62 MW) e 8 (35,11 MW), localizados em Paulino Neves. Há novos projetos de instalação de usinas eólicas, aproveitando o potencial do litoral.
O estado também conta com as 5 usinas termelétricas na Bacia do Parnaíba, movidas a gás natural, com potencial de 1428 MW; duas usinas termelétricas em Miranda do Norte (330 MW), movidas a óleo combustível; uma usina no Porto do Itaqui, em São Luís (360 MW), movida a carvão mineral; e usina de biomassa da Suzano Papel e Celulose (254 MW), em Imperatriz. O parque termelétrico do Maranhão coloca o estado como o 4.º maior produtor de energia termelétrica do Brasil.

### Porto do Itaqui
O Porto do Itaqui movimenta anualmente milhões de toneladas de carga, sendo um importante corredor logístico para o Centro-Oeste do país, sendo o principal porto do Arco Norte em exportação de soja. Entre os principais produtos movimentados no ano de 2020 estão: a soja (8.643.348 de toneladas), milho (3.411.716 de toneladas), fertilizantes (2.646.230 t), cobre (193.159  t), carvão (554.137 t), ferro-gusa (454.118 t) clinquer (193.159  t), manganês (161.034  t), arroz (55.747 t), granéis líquidos (6.338.907 t), soda cáustica (58.872  t), etanol (65.281 t) e GLP (184.311 t), totalizando uma movimentação anual de 25.337.152 de toneladas. No ano de 2017, o porto teve um crescimento de movimentação de cargas de 13% em relação a 2016. No mesmo ano, a Empresa Maranhense de Administração Portuária teve lucro líquido de R$ 51,6 milhões, 18,8% superior a 2016, e crescimento de 24% em receitas operacionais.
O Terminal de Grãos do Porto do Itaqui (TEGRAM) recebeu, em média, 26 mil toneladas de grãos (soja e milho) por dia, no ano de 2016. Em 2020, o terminal foi duplicado.

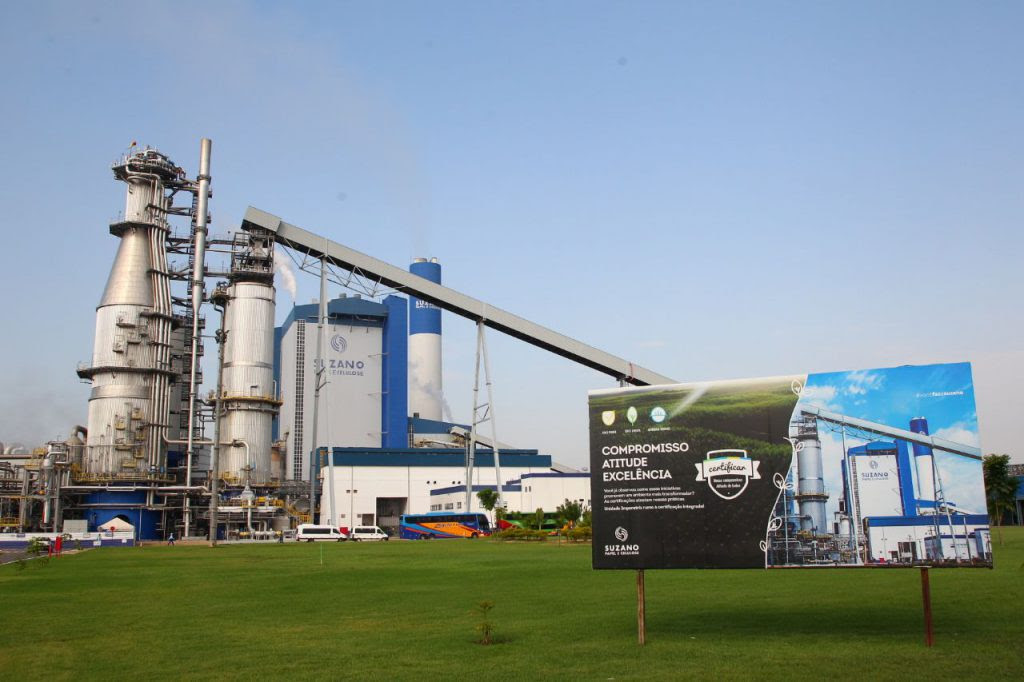
Fábrica da Suzano em Imperatriz

Em 2015, aproximadamente 70% da soja que saiu do Tegram teve como destino a Ásia, em especial a China. O milho teve como destino o Oriente Médio, a África e o Vietnã. Farelo e grãos também foram enviados para a Europa.
O Porto do Itaqui foi responsável por 54,2% da gasolina e 49,8% do diesel importados no Brasil no ano de 2012.
Em 2015, 1,2 bilhões de litros de combustível circularam pela EFC do Porto do Itaqui, em São Luís (MA), com destino à Marabá (PA), Açailândia (MA), e Palmas (TO).
A Ferrovia São Luís-Teresina também transporta combustível com destino ao Piauí. No ano de 2012, 1 milhão de litros de gasolina e 1,3 milhão de óleo diesel chegavam diariamente em Teresina, vindos de capital do Maranhão. Desse combustível, 60% chega por via ferroviária e 40% pelas estradas.
O Porto do Itaqui exportou 1,4 milhões de toneladas de papel e celulose em 2020, produzidos pela unidade da Suzano Papel e Celulose em Imperatriz (MA), trazidos pela Ferrovia Norte Sul e Ferrovia Carajás.

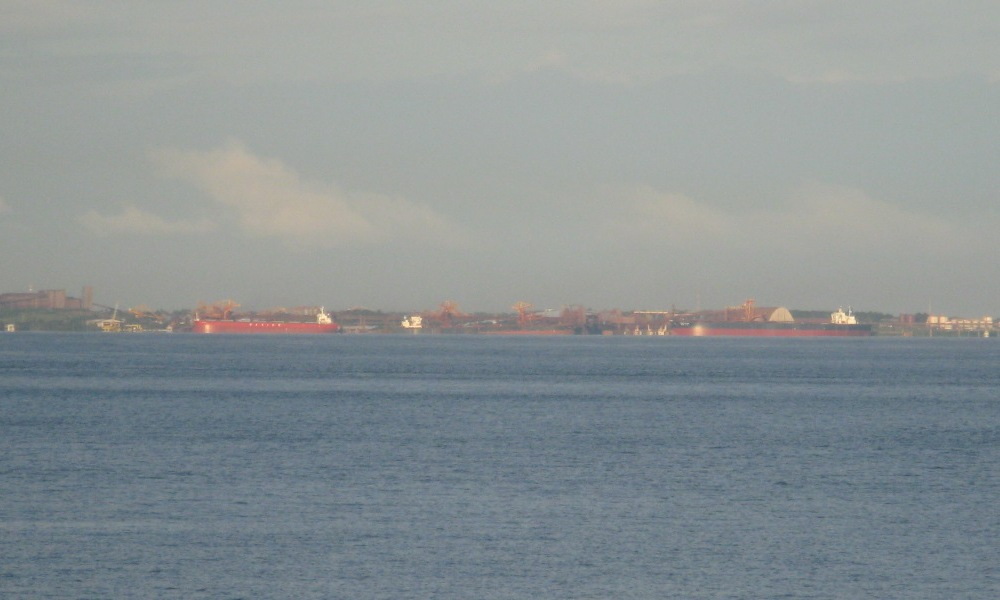
Ponta da Madeira, terminal portuário da Vale S.A.

### Terminal Marítimo de Ponta da Madeira
O Terminal Marítimo de Ponta da Madeira é um porto pertencente à Vale S.A., adjacente ao Porto do Itaqui, e próximo à cidade de São Luís e defronte à Baía de São Marcos, no Maranhão, nordeste do Brasil. Destina-se principalmente à exportação de minério de ferro trazido do projeto Serra dos Carajás, no Pará.
Entre 2020, foram transportados 191 milhões de toneladas e é o campeão nacional em movimentação de cargas.

### Porto da Alumar
O Porto da Alumar é um Terminal de Uso Privado (TUP) da Alumar e está localizado na confluência do Estreito dos Coqueiros com o Rio dos Cachorros, no município de São Luís, Maranhão, Brasil.
O porto tem capacidade para operar navios com até 59 mil toneladas de carga e é via de entrada de matérias-primas como soda cáustica, carvão e bauxita. Também é pelo terminal portuário que é escoada a alumina vendida para os mercados interno e externo.
Em 2020, o Porto da Alumar movimentou 15,3 milhões de toneladas.

### Distritos Industriais
No ano de 2019, os pesos das atividades econômicas da Indústria ficaram assim distribuídos: Indústria de Transformação com 33,7%, Serviços Industriais de Utilidade Pública (SIUP) com 31,2%, Indústria da Construção com 26,4% e a Extrativa Mineral com 8,6%..
O Distrito Industrial mais importante do Estado é o de São Luís, situado a sudoeste da Ilha, onde estão instaladas as fábricas de Alumina da ALUMAR), a cervejaria Equatorial (AMBEV) e aproximadamente 40 outras empresas que atuam nos setores Químicos, Têxtil, Gráfico, Imobiliário, Metalúrgicos, Metal Mecânico, Alimentos, Oleaginosas, Fertilizantes, Cerâmicos e Artefatos de Borracha e Cimento, entre outros.
Principais cidades

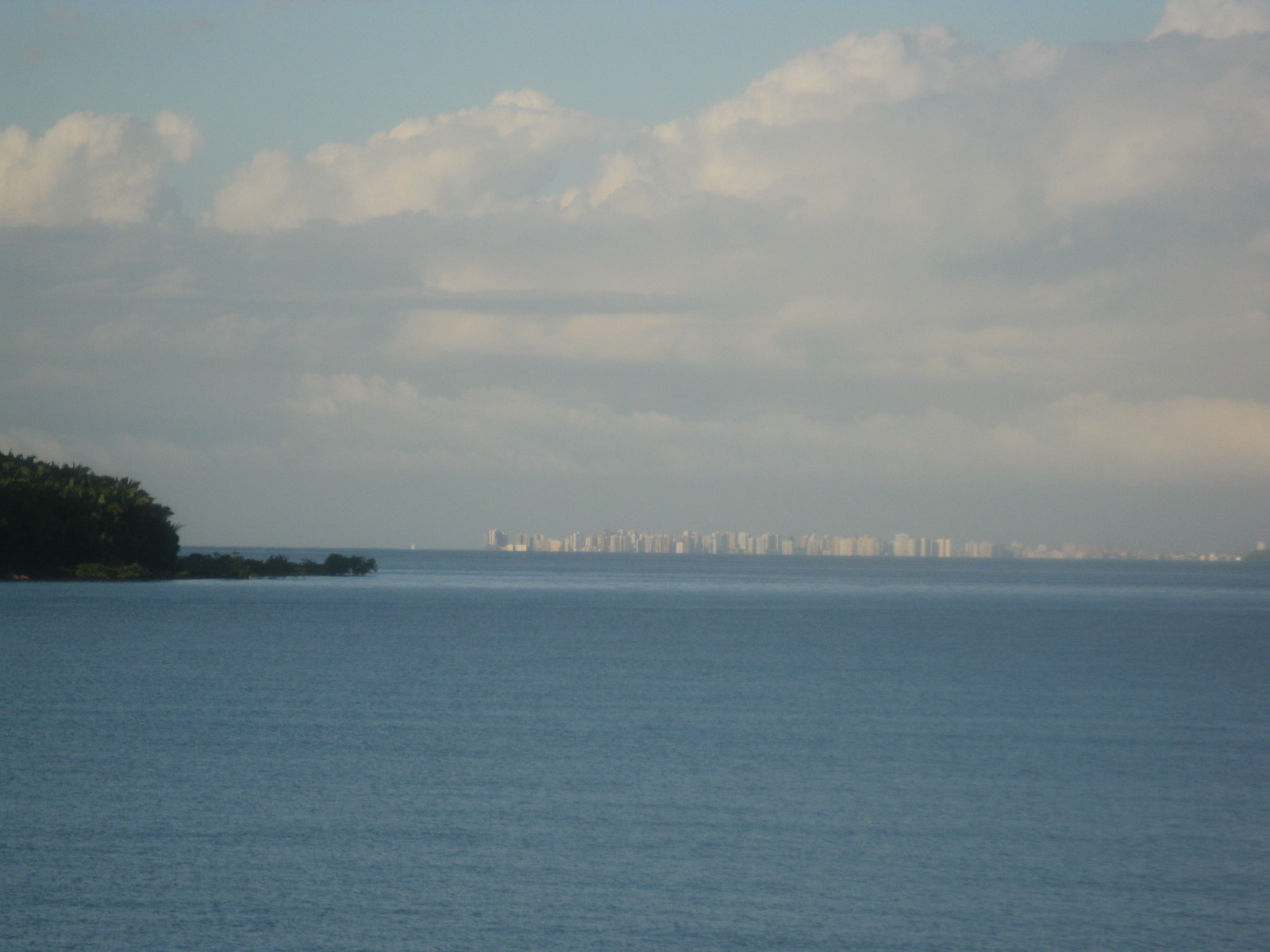
Baía de São Marcos, com a cidade de São Luís ao fundo

São Luís: Tem como principais atividades econômicas, no setor da indústria, a Construção Civil e a Indústria de Transformação (produção de alumina e suas ligas em formas primárias, na Alumar). Com participação em 2019 de 41,35% no VA do setor da indústria do estado, manteve o 1.º lugar no ranking estadual em 2019.
Imperatriz: Tem como principais atividades econômicas, no setor secundário, a Indústria de Transformação e a Construção Civil. Com VA do setor da indústria de R$ 1,894 bilhão em 2019, As principais atividades que contribuíram para esse resultado foram: a indústria da Suzano Papel e Celulose e, em menor intensidade, a indústria Química (branqueamento de celulose). Quanto ao ranking dos municípios ocupou o 2.º lugar em 2018 (13,01% de participação no estado).
Santo Antônio dos Lopes: Tem como principais atividades econômicas, no setor da Indústria, a Indústria Extrativa (Extração de gás natural) e a Produção e distribuição de eletricidade, gás, água, esgoto e limpeza urbana (geração de energia). Teve participação no VA do setor da Indústria de 10,8%, em 2018. Ocupou o 3.º em 2018.
Açailândia: Tem como principal atividade econômica a Indústria de Transformação (Metalurgia Básica) e a Construção Civil. Apresentou  VA do setor da indústria de R$ 588,665 milhões em 2019, As principais atividades que contribuíram para esse resultado foram: a metalurgia básica (produção de ferro gusa); a Construção civil. Quanto ao ranking dos municípios, ocupou o 4.º, em 2019.

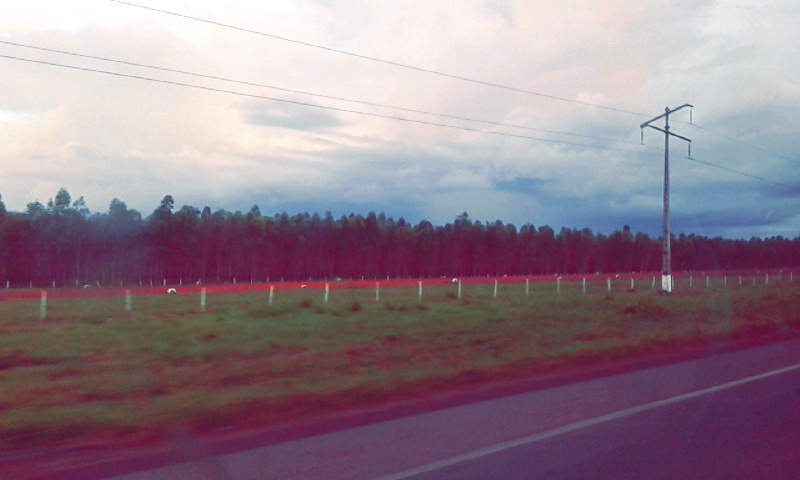
Plantação de eucalipto no Maranhão

Estreito: Tem como principal atividade econômica, no setor da indústria, a Produção e distribuição de eletricidade, gás, água, esgoto e limpeza urbana, com destaque para a geração de energia hidrelétrica que entrou em operação no ano de 2012. Apresentou VA do setor da indústria de R$ 523,052 milhões em 2019. No ranking dos municípios, ocupou o 5.º lugar em 2019.
Godofredo Vianaː Tem como sua principal atividade econômica a Indústria Extrativa e de Construção (com destaque para extração de minerais metálicos como o ouro). Com VA do setor da indústria de R$ $ 266,699 milhões em 2019, o município apresentou participação no total do Estado de 1,83%, em 2019. Quanto ao ranking dos municípios, ocupou o 6.º lugar em 2019.
Miranda do Norte: Tem como principal atividade econômica a Indústria de Transformação (Geração de energia termoelétrica). Com VA do setor da indústria de R$ 246,233 milhões em 2019, o município apresentou participação no total do Estado de 1,69% em 2019. Quanto ao ranking dos municípios, ocupou o 7.º lugar em 2019.
Timon: Tem como sua principal atividade econômica a Indústria de Transformação (produção de alimentos e bebidas) e SIUP. Com VA do setor da indústria de R$ 203,128 milhões em 2019, o município apresentou participação no total do Estado de 1,39%, em 2019. Quanto ao ranking dos municípios, ocupou o 8.º lugar em 2019.
São José de Ribamar: Tem como principal atividade econômica, no setor da indústria, a Construção Civil, além de SIUP. Com VA do setor da indústria de R$ 199.890 milhões em 2019, o município apresentou participação no total do Estado de 1,37% em 2019, ocasionado pelo retraimento do dinamismo na Construção Civil, principalmente na construção de condomínios residenciais. Quanto ao ranking dos municípios, manteve a 9.ª posição em 2019.
Caxias: Tem como sua principal atividade econômica a Indústria de Transformação (alimentos e bebidas) e Construção. Com VA do setor da indústria de R$ 176.775 milhões em 2019, com participação no total do estado de 1,21%, em 2019. Quanto ao ranking dos municípios, ocupou o 10.º lugar em 2019.

## Setor terciário

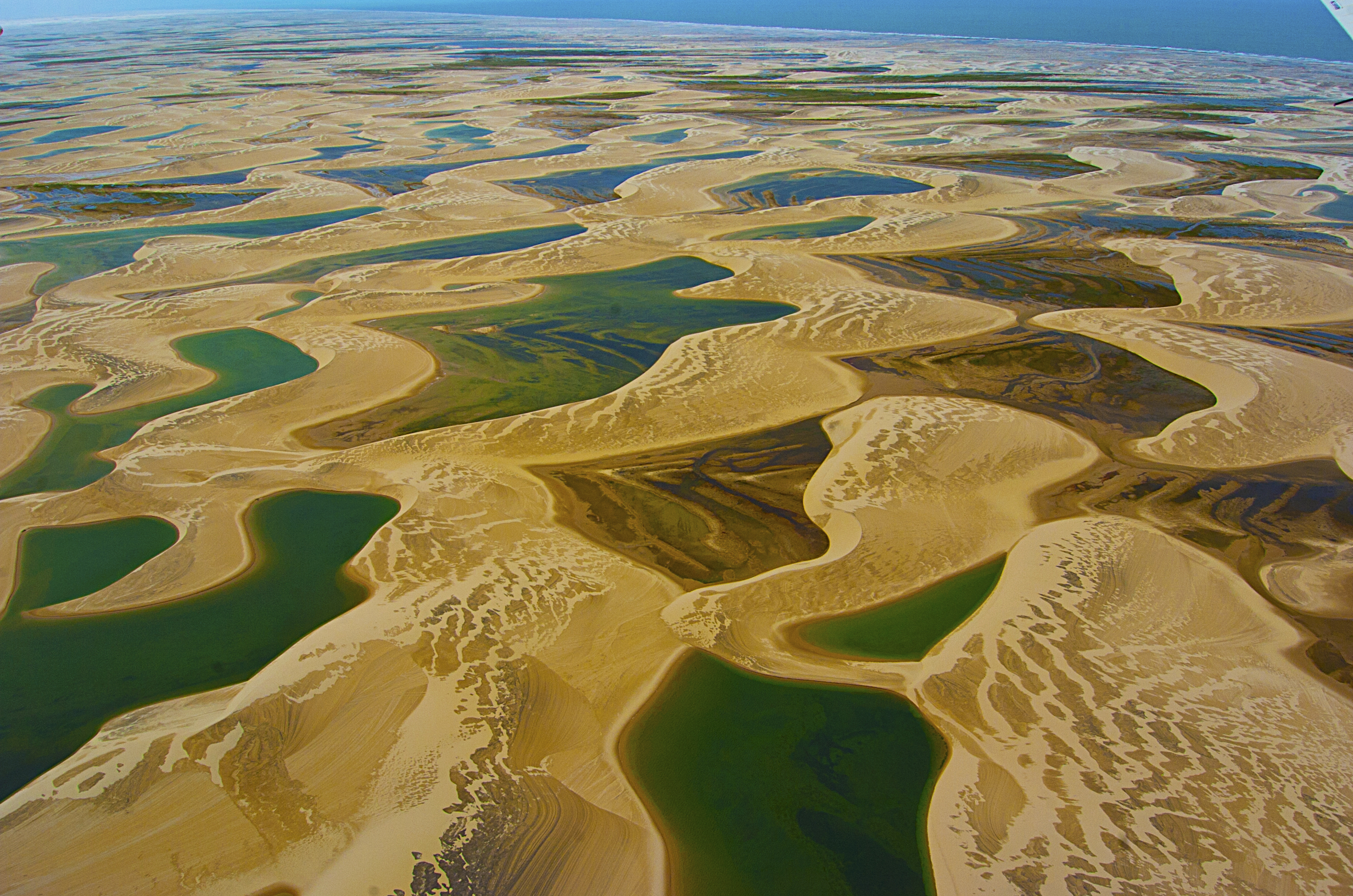
Lençóis Maranhenses

No que se refere aos pesos das atividades econômicas no setor de Serviços do Estado, em 2019, a “Administração, Educação e Saúde Públicas, Defesa e Seguridade Social” (APU) foi a mais representativa (39,6%), seguida de “Comércio, manutenção e reparação de veículos automotores e motocicletas” (16,7%); Atividades Imobiliárias (13,5%); “Transporte, Armazenagem e Correios” (7,4%); “Atividades profissionais, científicas e técnicas, administrativas e serviços complementares” (5,2%); “Educação e saúde mercantil” (4,7%); “Atividades financeiras, de seguros e serviços relacionados” (4,2%); “Serviços de alojamento e alimentação” (3,8%); “Artes, cultura, esporte e recreação e outros serviços” (2,2%); “Serviços domésticos” (1,4%) e “Serviços de informação” (1,3%).
Com relação ao turismo, convêm destacar o potencial do estado no setor, com atrações naturais como os Lençóis Maranhenses, Chapada das Mesas, Delta do Parnaíba, Cachoeiras de Carolina; e culturais como festas juninas (bumba-meu boi, cacuriá, etc.), Centro Histórico de São Luís, cidade de Alcântara e a culinária maranhense.